# Манлихер Шенауер
Манлихер Шенауер (грч. Όπλον Μάνλιχερ-Σενάουερ или Τυφέκιον Μάνλιχερ) је аустроугарска пушка репетирка са обртночепним затварачем, а одликује се и ротационим магацином који је јединствен у свету. Конструисали су је Фердинанд Манлихер и Ото Шенауер крајем 19. века. Производила се у фабрици „Österreichische Waffenfabrikgesellschaft" из Штајера али је била намењена само извозу и цивилном тржишту пошто је аустроугарска војска већ раније усвојила у своје наоружање пушку М1895 Манлихер. Пушке Манлихер Шенауер су због компликоване конструкције биле једне од најскупљих и најтежих за производњу, а у наоружање их је усвојила једино Краљевина Грчка.

## Историја
Крајем 19. века, Грчка је још увек користила застареле једнометне пушке Гра 1874 на црни барут. Управо недостатак модерније брзометне пушке се сматра главним разлогом грчког пораза у грчко-турском рату 1897. Турска пешадија иако јоп увек масовно наоружана застарелим Мартини-Хенри, али нешто бржим од грчких Граовача, ипак је у свом наоружању имала и брзометне бездимне Маузер М1893. Рат је оставио велики утисак на Грке и било је неопходно модернизовати војску и опремити је новим наоружањем.
Током борбе за Македонију, а како је велики број грчких четника заправо био цинцарског порекла, Грци су приватним каналима набавили одређен број Манлихер М1893 за своје четнике, оваквим пушкама је била наоружана румунска војска, као и пушке Манлихер М1895 каквим је била наоружана бугарска војска, па је циљ Грка био не усмеравати пажњу на себе већ кривицу за наоружавање група на османској територији преусмерити ка Румунији и Бугарској.
Краљевина Грчка је од 1901. интензивно трагала за новом брзометном пушком. Било је потребно 100,000 пушака, а конкуренти за нову пушку су били Манлихер М1893 у калибру 6.5x53mm, затим шведски Маузер 1896 калибра 6.5x55mm и шпански Маузер 1893 7x57mm. Овакав Маузер под ознаком М1899 7mm је усвојила Краљевина Србија. Мањи калибри 6.5mm су имали већу прецизност и мањи пад на даљинама до 300м, док је 7x57 био бољи на већим даљинама и због своје одличне избалансираности је чувао више снаге на већим растојањима, такође је имао већу пробојну и зауставну моћ од калибра 6.5mm. Убрзо су једина два конкурента остали Манлихер М1893 6.5mm и Маузер М1893 7mm. Грцима се допао калибар 6.5 јер су проценили да ће се борбе водити на мањим даљинама до 300 метара, те да већи калибар неће бити потребан, такође географија Грчке која је брдско-планинска је такође условљавала борбе на мањим растојањима. Због мањег пада, војници не би уопште морали да подижу нишане у борбама до 300 метара, док би са већим калибром било потребно чешће мењати раздаљину на нишану, ово је омогућавало пешадији да постиже боље резултате при гађању.
Убрзо су Аустријанци показали Грцима пушку М1900 са ротирајућим магацином. Ова пушка је као и Манлихер М1893 била продукт комисијске М1888 али са знатним унапређењима. За разлику од Манлихер М1893, нова М1900 је користила ротирајући магацин и пуњење стрипером уместо блоком, што је олакшавало логистику. Међутим, пушка је због своје префињености и магацина била скупа и компликована у производњи те се није очекивало да је било која армија усвоји. Оригинални, ротациони магазин за муницију дизајнирао је Ото Шенауер, тадашњи директор Аустријске индустрије оружја (Österreichische Waffenfabriksgesellschaft). Успешан Шенауеров дизајн, коришћен у грчкој пушци, нудио је безбедније пуњење, али метак који је изабрала грчка војска није имао шиљати врх метка, тако да компликовани ротациони механизам у овом случају није нудио никакве значајне предности, међутим, олакшавао је померање затварача и спречавао заглављивање. После много преговора, корупције грчких званичника, као и због кредита који су Аустријанци били вољни да дају, изабрана је пушка Шенауеровог дизајна, по цени од 79 златних франака по комаду. Примерице, немачка понуда је била 75 франака за Маузер М1893.
Ротациони механизам Шнауеровог магазина за муницију, који је већина земаља почетком века сматрала рањивим и скупим за војну употребу, није представљао никакве посебне проблеме, а глатко функционисање лаганог грчког оружја било је употпуњено разним иновацијама, што му је давало извесну предност у односу на друго распрострањеније оружје. Са ове тачке гледишта, закаснела куповина оружја нове генерације од стране Грчке показала се као привилегија.
Грчка је усвојила пушке и карабине Манлихер-Шенауер као примарно оружје војске 1904. године. Први уговор за 60.000 јединица са компанијом потписан је крајем 1904. Прве испоруке су почеле 1907. године, док је до избијања Првог балканског рата, у јесен 1912. године, грчка војска примила укупно 135.000 пушака, као и 100 милиона метака. Манлихер је био главно оружје Грка током Балканских ратова 1912–13. године.
Након Балканских ратова, Грчка је наручила још 200.000 пушака и митраљеза, од којих је 55.000 примљено јер је 1914. године увоз оружја из Аустро-Угарске нагло прекинут због почетка Првог светског рата. Оружје ове друге велике поруџбине имало је малу разлику у односу на прву и стога је означено као М1903/14. На почетку Првог светског рата, неутрална Грчка је у свом арсеналу имала 190.069 пушака и карабина марке „Манлихер-Шенауер“ М1903 и М1903/14, док је остатак процењене производње, око 9.000 пушака, конфискован за потребе зараћене Аустрије и усмерен Пољским добровољачким оружаним снагама, познатим као Пољска легија.  Неке од њих су Грчкој поклонили савезници након рата. Након катастрофе у Малој Азији 1922. године, укупан број оружја које је остало у грчким рукама износио је само 96.000 пушака и 8.650 карабина, све истрошено оружје, које је захтевало поправку и са потпуним недостатком резервних делова.
После рата, Италија је добила количине ратног материјала од Аустрије као део ратне репарације, док су обилни делови и материјали за грчко оружје, као и производне машине, прешли у руке италијанске индустрије Societa Industria Ernesto Breda. Године 1925, пошто Аустрија привремено није могла да производи оружје због рестриктивних услова након Сен-Жермена, Грчка је наручила 100.000 нових пушака од италијанске компаније Бреда, са неким модификацијама у поређењу са старијим оружјем, и тако је настао модел М1903/14/27, који је грчка војска почела да прима 1927. године. Коначна поруџбина је извршена код аустријске компаније Штајер Верке АГ 1930. године за 25.000 пушака М1903/14/30, када је производња оружја завршена. Последњи грчки уговор за куповину пушака Манлихер-Шенауер потписан је 1938. године, поново са Штајером. Овом поруџбином је набављено 15.000 комада оружја Y1903/14/30, које су стављене на располагање Жандармерији. Укупно је Грчка добила приближно 330.000 пушака Манлихер-Шенауер свих типова, од којих је мање од 230.000 остало у арсеналу грчке војске уочи рата са Италијом.
Године 1950, повучене залихе грчке војске продате су САД, многи Манлихери су претворени у ловачко оружје, а неки и даље круже на међународном тржишту за приватну употребу, од стране колекционара и стрелаца. Употреба грчке муниције у лову данас више није дозвољена, али огромне количине разних ловачких верзија у другим калибрима и даље се користе широм света.
Године 1903, појавила се приватна ловачка верзија оружја, која је постала посебно популарна широм света у лову на крупну дивљач. Употреба дугог, тешког метка малог калибра осигурала је огромну продорну моћ код Манлихера, који је тако могао да обезбеди смртоносне ударце великим животињама са великом мишићном масом и дебелим костима, што друго, теоретски моћније оружје није могло да гарантује. Низак трзај метка мале кинетичке енергије чинио је оружје пријатним и опуштајућим за употребу, а истовремено је олакшавао извођење прецизних хитаца. Легендарна ловачка верзија пуштена је у промет у мноштву калибара, а познати ловци, укључујући Ернеста Хемингвеја су је хвалили због њене ефикасности у лову на слонове.
Током окупације Југославије у другом светском рату, окупатори су наоружавали своје квислиншке снаге ретким оружјем стране производње, чији траг би се могао пратити у случају да оно буде заробљено код партизана, окупатор би тачно знао ко је оружје предао у руке партизана. Том приликом је бугарски окупатор на југу Србије поделио један број заробљених грчких пушака М1903 и карабина М1903/14 сеоским кметовима и сељацима од поверења у Трговишту и околини Врања како би бранили села од напада партизана. Овим је окупатор везивао ове људе за себе, за изгубљену пушку се плаћало главом, а такође је био ограничен број метака које појединац добије од власти. Тиме је окупатор строго контролисао проток оружја.

## Корисници
- Краљевина Грчка- у наоружању грчке војске је 1930. године било 225,000 пушака и карабина Манлихер Шенауер.
- Аустроугарска- 1914. запленила и поделила својим јединицама пушке које су произведене за Грчку, а нису јој још биле испоручене.
- Турска- заробљене грчке пушке су коришћене у јединицама турских националиста током рата за независност.